# Diamond Head (álbum de Phil Manzanera)
Diamond Head es el álbum debut del músico británico Phil Manzanera. Fue publicado originalmente en 1975 por Island Records en el Reino Unido y por Atco Records en los Estados Unidos. Se consideró que la calidad del sonido del álbum de los Estados Unidos era peor que la del álbum del Reino Unido, por lo que la importación del Reino Unido se convirtió en un vendedor popular en las tiendas de discos especializadas que vendían Roxy Music y otras bandas del Reino Unido. La locomotora diésel que aparece en la portada es una EMD E9.
A diferencia de otros álbumes en solitario publicados por un miembro instrumental de una banda existente (Manzanera era el guitarrista principal de Roxy Music), Diamond Head presentó una serie de canciones vocales interpretadas por músicos invitados.

## Recepción de la crítica
Ted Mills, escribiendo para AllMusic, le dio una calificación de 4 estrellas y media sobre 5 y comentó: “La primera incursión de Phil Manzanera después de Roxy en álbumes en solitario es un gran asunto de estrellas que aún se mantiene enormemente bien”. Dave Connolly de Progrography describió el disco como “un álbum que se acerca más al lado de Eno en sus recientes aventuras, con miembros de Roxy Music y Quiet Sun”. El sitio web The Skeptical Audiophile escribió: “Al igual que su hermano, 801 Live, este álbum es un increíble éxito de taquilla sónico, con un sonido que salta positivamente de los altavoces”.
Tony Clayton-Lea, escribiendo para The Irish Times, le dio al álbum una calificación de 3 estrellas sobre 5 y lo describió como “una joya perdida”. El calificó a «Alma» como la pieza a destacar del álbum, diciendo que “muestra precisamente lo que Manzanera podía hacer cuando el señor Ferry no estaba respirando en su nuca”. Bill Kopp de Musoscribe escribió que “Diamond Head fue una muestra del talento de Manzanera como guitarrista, compositor y arreglista. Pero también sirvió para demostrar que podía crear algunas canciones muy buenas”.

### Legado
La banda de metal Diamond Head tomó su nombre del álbum.

## Lista de canciones
Todas las canciones escritas y compuestas por Phil Manzanera, excepto donde esta anotado. 
| Lado uno |                       |                                        |                            |          |  |
| N.º      | Título                | Escritor(es)                           | Vocalista principal        | Duración |  |
| 1.       | «Frontera»            | Manzanera Bill MacCormick Robert Wyatt | Robert Wyatt               | 4:05     |  |
| 2.       | «Diamond Head»        |                                        | Instrumental               | 4:29     |  |
| 3.       | «Big Day»             | Manzanera Brian Eno                    | Brian Eno                  | 3:46     |  |
| 4.       | «The Flex»            |                                        | Instrumental               | 3:34     |  |
| 5.       | «Same Time Next Week» | Manzanera John Wetton                  | John Wetton Doreen Chanter | 4:49     |  |

| Lado dos |                |                      |                     |          |  |
| N.º      | Título         | Escritor(es)         | Vocalista principal | Duración |  |
| 1.       | «Miss Shapiro» | Manzanera Eno        | Eno                 | 6:29     |  |
| 2.       | «East of Echo» |                      | Instrumental        | 5:48     |  |
| 3.       | «Lágrima»      |                      | Instrumental        | 2:37     |  |
| 4.       | «Alma»         | Manzanera MacCormick | MacCormick          | 6:49     |  |

- Los lados uno y dos fueron combinados como pista 1–9 en la reedición de CD.

| Bonus tracks (2011 Expression Records reissue) |                                                               |          |  |
| N.º                                            | Título                                                        | Duración |  |
| 10.                                            | «Carhumba» (B-side versión)                                   | 4:49     |  |
| 11.                                            | «Corazón Y Alma» (taken from The Manzanera Archives Rare One) | 10:23    |  |

## Créditos
Créditos adaptados desde las notas del álbum.
«Frontera»
- Robert Wyatt – voz principal y coros, timbal, cabasa
- Brian Eno – coros
- Phil Manzanera – guitarras
- John Wetton – bajo eléctrico
- Paul Thompson – batería

«Diamond Head»
- Eddie Jobson – arreglos de cuerdas, piano Fender
- Phil Manzanera – guitarras
- John Wetton – bajo eléctrico
- Paul Thompson – batería
- Brian Eno – tratamientos de guitarra

«Big Day»
- Brian Eno – voz principal y coros
- Phil Manzanera – guitarras, tiple, guitarra fuzz
- Brian Turrington – bajo eléctrico
- John Wetton – bajo eléctrico
- Paul Thompson – batería

«The Flex»
- Andy Mackay – saxofón soprano y alto
- Phil Manzanera – guitarras
- Eddie Jobson – clavinet eléctrico
- John Wetton – bajo eléctrico
- Paul Thompson – batería
- Sonny Akpan – conga

«Same Time Next Week»
- John Wetton – voz principal, bajo eléctrico, Mellotron
- Doreen Chanter – voz principal
- Andy Mackay – saxofones
- Phil Manzanera – guitarras
- Paul Thompson – batería
- Sonny Akpan – conga
- Charles Hayward – bell tree

«Miss Shapiro»
- Brian Eno – voz principal y coros, guitarra rítmica, piano, aplausos
- Phil Manzanera – guitarras, órgano, piano, bajo eléctrico, aplausos
- Brian Turrington  – bajo eléctrico
- Paul Thompson – batería
- Bill MacCormick – aplausos

«East of Echo»
- Quiet Sun:
  - Bill MacCormick – fuzz bass
  - Charles Hayward – percusión
  - Dave Jarret – teclado
- Phil Manzanera – guitarras
- Ian MacDonald – gaita
- John Wetton – bajo eléctrico
- Paul Thompson – batería, batería adicional
- Brian Eno – tratamientos de guitarra

«Lagrima»
- Andy Mackay – oboe
- Phil Manzanera – guitarra

«Alma»
- Bill MacCormick – voz principal y coros
- Phil Manzanera – guitarras, órgano, tiple, sintetizadores, coros, fuzz bass
- Eddie Jobson – sintetizadores
- John Wetton – bajo eléctrico
- Paul Thompson – batería